# FC Nizhni Nóvgorod (2007-2012)
El FC Nizhni Nóvgorod (en ruso: Футбольный клуб «Нижний Новгород») fue un club de fútbol ruso de la ciudad de Nizhni Nóvgorod en el Distrito Federal del Volga. Fue fundado en 2007 tomando el relevo de varios clubes extintos de la ciudad.
En mayo de 2012, cuando militaba en Primera División de Rusia, llegó a jugar la promoción de ascenso a la Liga Premier de Rusia, pero perdió antes sus rivales locales del FC Volga Nizhni Nóvgorod. En junio de ese mismo año, el club se fusionó con el FC Volga.

## Historia
El FC Nizhni Nóvgorod fue creado en oficialmente en 2007 tras la desaparición del histórico club de la ciudad, el FC Lokomotiv Nizhny Novgorod en 2006. Fueron dos los equipos que devolvieron nuevamente la vida al fútbol nijni-novgorodiense, el FC Nizhni Nóvgorod y el FC Volga Nizhni Nóvgorod.
El equipo se formó sobre la base de la Academia de Fútbol Igor Egorov de Nizhni Nóvgorod, academia que porta el nombre en honor a Igor Egorov exfutbolista y árbitro de fútbol ruso. Anteriormente el club también compitió bajo el nombre de FC Spartak Nizhny Novgorod.
En enero de 2007, sobre la base del equipo de aficionados Telma-Vodnik, se creó un nuevo club llamado Nizhny Novgorod. El 11 de mayo de 2007 el FC Volga Nizhny Novgorod y FC Nizhny Novgorod firmaron un contrato en actividades conjuntas. El objetivo principal del contrato fue la creación de un club duplicado, bajo el nombre de Nizhny Novgorod Volga-D y que daba cobijo a ambos clubes. El acuerdo duró una temporada, y tras el ascenso de ambos equipos a la Segunda División de Rusia ambos recobraron sus denominaciones anteriores.
En diciembre de 2007 se el club fichó como entrenador al famoso exfutbolista Dmitri Kuznetsov. Sin embargo, muy pronto, en febrero de 2008, Kuznetsov dejaba su puesto en sustitución del también exfutbolista Ilya Tsymbalar. Tras Tsymbalar el club fichó a Galeev Salavat Ashatovich.

## Uniforme
- Uniforme titular: Camiseta blanca, pantalón blanco, medias blancas.
- Uniforme alternativo: Camiseta negra, pantalón negro, medias negras.

- El proveedor deportivo del club es la firma Nike.

## Estadio
El estadio del Norte es la sede donde el FC-NN disputa sus partidos como local. Las instalaciones fueron remodeladas en 2008 tras el ascenso del equipo a Segunda División. Las mejoras consistieron a grandes rasgos en la constgrucción de 5 campos de césped artificial anexos al campo principal; éste campo principal goza de un moderno sistema de calefacción y drenaje. Además, se reformó de lleno la grada de tribuna del estadio, con nuevos vestuarios para jugadores, árbitros, y una sala de conferencias, así como varias instalaciones deportivas y tiendas. La capacidad del Estadio Norte con la introducción de una grada oriental creció hasta los 4500 espectadores.

## Entrenadores

### Cronología de los entrenadores
- Dmitri Kuznetsov (2007).
- Ilia Tsymbalar (2008).
- Galeev Salavat Ashatovich (2008/).